# المدرسة اليغمورية
المدرسة اليغمورية تقع غربي جبل قاسيون بدمشق. قام بإنشائها نائب دمشق في العهد الأيوبي، جمال الدين بن يغمور عام 655هـ/ 1257م. واستمرت المدرسة عامرة حتى عصرنا هذا.